# Powiat Gorlicki
Der Powiat Gorlicki ist ein Powiat (Kreis) in der polnischen Woiwodschaft Kleinpolen. Es ist Kleinpolens südöstlichster Kreis, wird im Westen von den Powiats Nowy Sącz sowie Tarnów umschlossen und grenzt im Osten an die Woiwodschaft Karpatenvorland.

## Wappen
Beschreibung: In Rot goldgekrönt und zugewendet vorn ein silberner goldgeschnäbelter Adlerkopf und ein silberner goldgezungter Löwenkopf.

## Gemeinden
Der Powiat umfasst zehn Gemeinden, die in Stadtgemeinden (Gmina miejska), Stadt-und-Land-Gemeinden (Gmina miejsko-wiejska) und Landgemeinden (Gminy wiejskie) unterschieden werden:

### Stadtgemeinden
- Gorlice

### Stadt-und-Land-Gemeinden
- Biecz
- Bobowa

### Landgemeinden
- Gorlice
- Lipinki
- Łużna
- Moszczenica
- Ropa
- Sękowa
- Uście Gorlickie